# Герман (Стринопулос)
Митрополи́т Ге́рман (греч. Μητροπολίτης Γερμανός, в миру Гео́ргиос Стрино́пулос, греч. Γεώργιος Στρηνόπουλος; 15 сентября 1872, деревня Деллионес, Восточная Фракия — 24 января 1951, Кипр) — епископ Константинопольской православной церкви, митрополит Фиатирский, экзарх Западной и Центральной Европы. Деятель экуменического движения.

## Биография
В 1889 году поступил в Богословскую школу на Халки, которую окончил с отличием в 1897 году, защитив дипломную работу «Вселенская Церковь, непогрешимый судия в вопросах веры».
Был рукоположён в сан диакона и продолжил обучение за рубежом. Окончил Лейпцигский университет со степенью доктора философии за сочинение «Философские Теории Ипполита». Также обучался в институтах Страсбурга и Лозанны.
В 1904 году по завершении обучения вернулся в Стамбул и назначен профессором Халкинской богословской школы.
В 1907 году рукоположён в сан священника с возведением в сан архимандрита.
В 1908 году назначен ректором Халкинской богословской школы. На данной должности оставался до 1922 года.
Входил в «идейный кружок» архиепископа (впоследствии Патриарха) Мелетия (Метаксакиса), стремившийся к сближению с англиканами.
Участник Константинопольского съезда 1911 года «Всемирной студенческой христианской федерации», созданной Джоном Моттом. С этого времени до конца жизни оставался активным деятелем экуменического движения.
28 июня 1912 году рукоположён в титулярного епископа Селевкийского с возведением в сан митрополита.
В августе 1920 года возглавлял делегацию Константинопольской Церкви на встрече Всемирного христианского конгресса в Женеве, подготовившем создание экуменического движения «Вера и церковное устройство» (Faith and Order).
5 апреля 1922 года Константинопольский патриарх Мелетий IV назначил его своим апокрисиарием при англиканском архиепископе Кентерберийском, а также — экзархом Западной и Центральной Европы с кафедрой в Лондоне и с титулом митрополита Фиатирского. В Великобритании подчинил себе все четыре британских прихода, ранее находившихся в ведении Элладской Церкви.
Претендуя на объединение под своим омофором всей православной диаспоры в порученной ему области, на деле руководил приходами, преимущественно состоящими из греков.
Принимал участие в первой Всемирной христианской конференции экуменического движения «Жизнь и деятельность» (Life and work) в Стокгольме в 1925 году.
В августе 1927 году принял активное участие в первой всемирной экуменической конференции «Вера и церковное устройство» в Лозанне, став её вице-президентом Лозаннской конференции.
27-28 октября 1931 года участвовал в православно-старокатолической конференции в Бонне, где в одиночку представлял Константинопольскую, Александрийскую и Иерусалимскую православные церкви.
29 марта 1936 года возглавил в Риге хиротонию митрополита Рижского и всея Латвии Августина (Петерсона), предстоятеля Латвийской православной церкви в юрисдикции Константинопольского Патриархата.
В 1937 году — участник Эдинбургской конференции движения «Вера и церковное устройство».
Был наиболее видным представителем Константинопольского Патриархата в экуменических собраниях межвоенной Европы. Член организационного комитета Всемирного Совета Церквей, один из создателей ВСЦ.

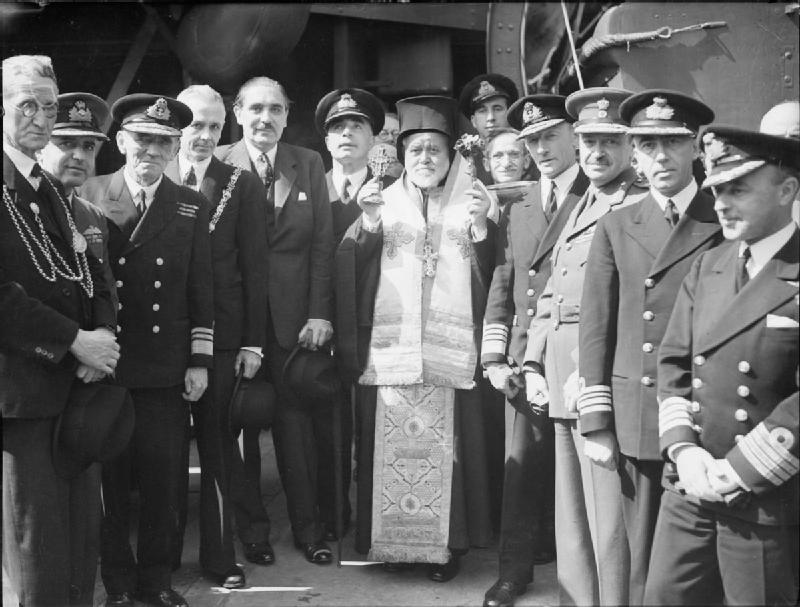
Митрополит Герман οсвящает греческий эсминец «Пинд», во время его приёмки в Англии, в годы Второй мировой войны.

Будучи активным идеологом экуменизма, не занимался прозелитизмом. При нём в Великобритании созданы всего четыре общины: в Бирмингеме (1939), Глазго (1944), Лондоне (1948), Бристоле (1951).
В качестве представителя Константинопольского патриарха присутствовал на Поместном Соборе Русской Православной Церкви в начале 1945 года.
Скончался 23 января 1951 года на Кипре. Похоронен в Лондоне.

## Сочинения
- «The Ecumenical Church, The Infalible Judge in Matter of Faith» (1897)
- «The Philosophical Theories of Hippolytus» (1908)[10]
- «Kyrillos Loukaris, 1572—1638 a struggle for preponderance between Catholic and Protestant powers in the Orthodox East» (1951)